# Begonia peltata
Espèce
Begonia peltata est une espèce de plantes de la famille des Begoniaceae. Ce bégonia est originaire d'Amérique du Sud. L'espèce fait partie de la section Gireoudia. Elle a été décrite en 1841 par Christoph Friedrich Otto (1783-1856) et Albert Gottfried Dietrich (1795-1856). L'épithète spécifique peltata signifie « en forme de bouclier ».

## Description

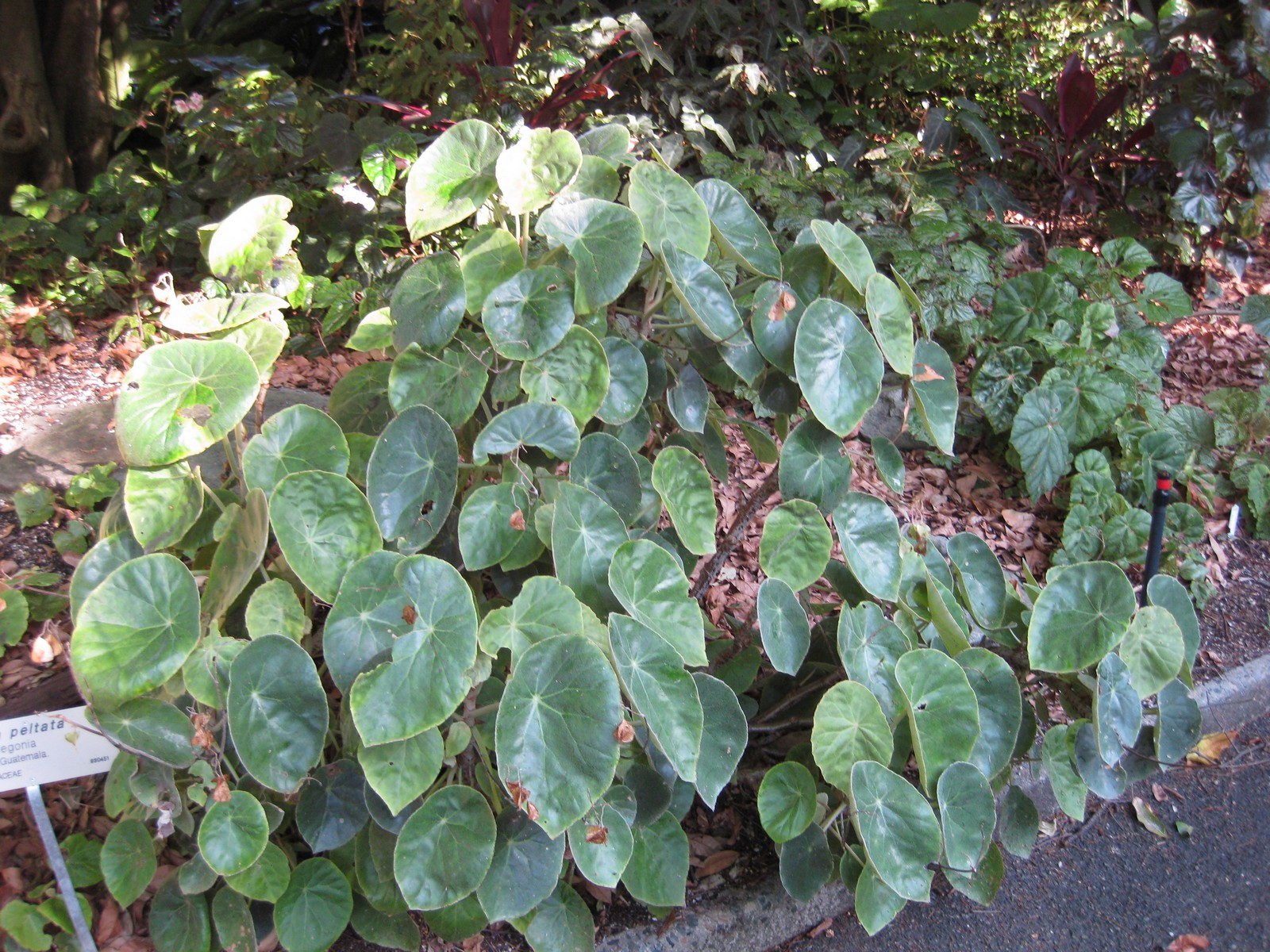
Ensemble de la plante, cultivée aux jardins botaniques royaux de Sydney
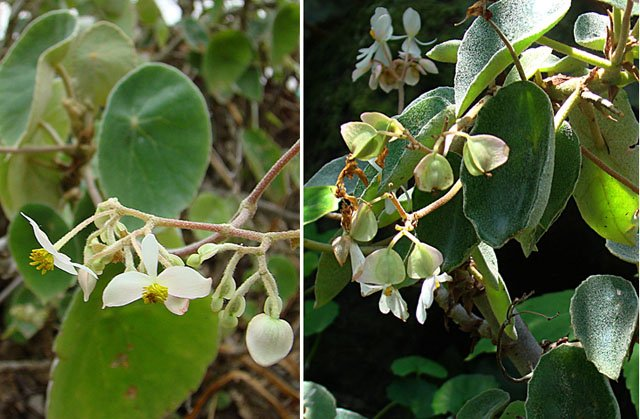
Inflorescences mâles (à gauche) et femelles
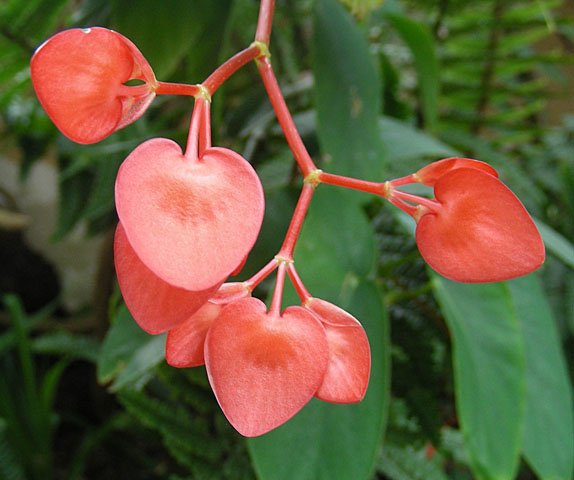
forme rouge, en boutons
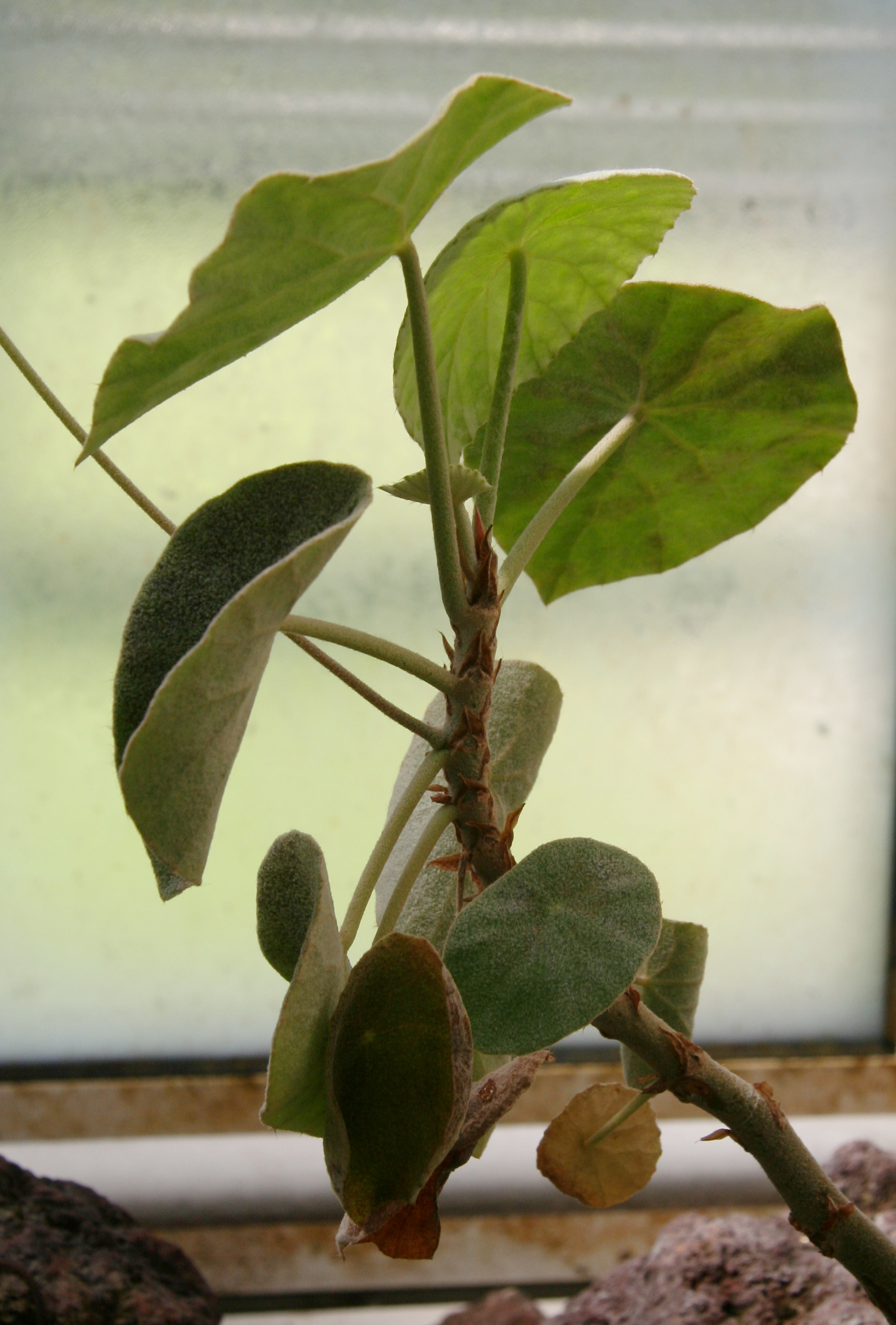
Feuillage d'un individu cultivé au jardin botanique de Berlin

## Répartition géographique
Cette espèce est originaire des pays suivants : Guatemala ; Honduras ; Mexique.

## Liste des variétés
Selon Tropicos (22 février 2017) (Attention liste brute contenant possiblement des synonymes) :
- variété Begonia peltata var. auriformis (A. DC.) Golding
- variété Begonia peltata var. peltata